# Clavatula imperialis
Clavatula imperialis là một loài ốc biển, là động vật thân mềm chân bụng sống ở biển thuộc họ Clavatulidae.